# Manius Acilius Glabrio Gnaeus Cornelius Severus
Manius Acilius Glabrio Gnaeus Cornelius Severus (fl. 152-177) est un homme politique de l'Empire romain.

## Famille
Il était le fils de Manius Acilius Glabrio, consul en 124, et de son épouse Cornelia Manliona. Il avait une sœur, Acilia Manliona.
Il se maria avec (Vibia) Faustina, décédée depuis son consulat, cousine germaine de Marc Aurèle et fille de Lucius Vibius Sabinus et de sa femme (Annia), et ils ont pour enfants:
- Manius Acilius Glabrio Gnaeus Cornelius Severus, décédé à l'âge de 13 ans;
- Manius Acilius Glabrio, né vers 140, consul vers 173 et en 186;
- Manius Acilius Vibius Faustinus, né vers 145, consul en 179;
- (Acilia) Faustina, décédé jeune;
- Priscilla Aciliana, décédé jeune;
- Acilia Frestana, mariée avec Tiberius Claudius Cleobulus[1].

## Biographie
Il est questeur d'Auguste en 143/144. Légat du proconsul d'Asie vers 150/151.
Il est consul ordinaire en 152 et gouverneur de Asie de 164 à 167. Il est l'un des proches conseiller de Marc-Aurèle en 177.